# Negeri Batin (Buay Sandang Aji)
Negeri Batin is een bestuurslaag in het regentschap Ogan Komering Ulu Selatan van de provincie Zuid-Sumatra, Indonesië. Negeri Batin telt 1431 inwoners (volkstelling 2010).